# Campioni italiani assoluti di atletica leggera - Maratona femminile
Questa pagina raccoglie un elenco di tutte le campionesse italiane dell'atletica leggera nella maratona, specialità che fa parte del programma dei campionati italiani assoluti di atletica leggera femminili dal 1980 ad oggi. Questa gara non si svolge durante i campionati italiani, bensì il titolo viene assegnato durante una gara di corsa su strada in una data differente.

## Albo d'oro
| Anno | Atleta (società)                                  | Prestazione |
| ---- | ------------------------------------------------- | ----------- |
| 1980 | Maria Pia D'Orlando CUS Milano                    | 2h49'22"4   |
| 1981 | Silvana Cruciata Fiamma Lagan Roma                | 2h45'22"7   |
| 1982 | Alba Milana Fiat Sud Lazio                        | 2h41'45"    |
| 1983 | Alba Milana Fiat Sud Lazio                        | 2h32'57"    |
| 1984 | Paola Moro Fiat Sud Formia                        | 2h33'03"    |
| 1985 | Paola Moro Fiat Sud Formia                        | 2h38'02"    |
| 1986 | Paola Moro Gruppo Atletica Bassano                | 2h38'10"    |
| 1987 | Rita Marchisio CUS Universo Ferrara               | 2h29'36"    |
| 1988 | Graziella Striuli CUS Universo Ferrara            | 2h36'02"    |
| 1989 | Emma Scaunich CUS Universo Ferrara                | 2h36'02"    |
| 1990 | Emma Scaunich CUS Champion Ferrara                | 2h32'46"    |
| 1991 | Emma Scaunich CUS Universo Ferrara                | 2h30'26"    |
| 1992 | Emma Scaunich CUS Universo Ferrara                | 2h35'06"    |
| 1993 | Emma Scaunich CUS Universo Ferrara                | 2h34'17"    |
| 1994 | Maura Viceconte Ina Primavera Torino              | 2h35'15"    |
| 1995 | Maura Viceconte Ina Primavera Torino              | 2h29'11"    |
| 1996 | Franca Fiacconi CUS Universo Bologna              | 2h28'22"    |
| 1997 | Ornella Ferrara PBM Bovisio Masciago              | 2h28'43"    |
| 1998 | Franca Fiacconi CUS Universo Bologna              | 2h30'31"    |
| 1999 | Sonia Maccioni Fiat Sud Formia                    | 2h28'54"    |
| 2000 | Patrizia Ritondo Gruppo Sportivo Forestale        | 2h48'56"    |
| 2001 | Patrizia Ritondo Gruppo Sportivo Forestale        | 2h33'38"    |
| 2002 | Tiziana Alagia Turin Marathon                     | 2h30'24"    |
| 2003 | Anna Incerti Europa Capaci                        | 2h34'40"    |
| 2004 | Ornella Ferrara PBM Bovisio Masciago              | 2h38'21"    |
| 2005 | Ivana Iozzia Calcestruzzi Corradini Excelsior     | 2h35'55"    |
| 2006 | Marcella Mancini Runner Team 99                   | 2h34'52"    |
| 2007 | Ivana Iozzia Calcestruzzi Corradini Excelsior     | 2h35'26"    |
| 2008 | Rosaria Console Gruppi Sportivi Fiamme Gialle     | 2h30'44"    |
| 2009 | Laura Giordano Industriali Conegliano             | 2h35'36"    |
| 2010 | Marcella Mancini Runner Team 99                   | 2h37'23"    |
| 2011 | Martina Celi Centro Sportivo Esercito             | 2h36'11"    |
| 2012 | Ivana Iozzia Calcestruzzi Corradini Excelsior     | 2h35'08"    |
| 2013 | Elisa Stefani Nuova Atletica Fanfulla Lodigiana   | 2h40'53"    |
| 2014 | Claudia Gelsomino Atletica Palzola                | 2h51'22"    |
| 2015 | Catherine Bertone Atletica Sandro Calvesi         | 2h39'19"    |
| 2016 | Martina Facciani Calcestruzzi Corradini Excelsior | 2h43'09"    |
| 2017 | Federica Dal Rì Centro Sportivo Esercito          | 2h37'45"    |
| 2018 | Eleonora Gardelli Corri Forrest                   | 2h59'19"    |
| 2019 | Martina Facciani Calcestruzzi Corradini Excelsior | 2h42'25"    |
| 2020 | Giovanna Epis Centro Sportivo Carabinieri         | 2h28'03"    |
| 2021 | Arianna Lutteri Team KM Sport                     | 2h50'09"    |
| 2022 | Giulia Sommi CUS Pro Patria Milano                | 2h41'19"    |
| 2023 | Giovanna Epis Centro Sportivo Carabinieri         | 2h29'09"    |
| 2024 | Alessia Tuccitto Caivano Runners                  | 2h45'53"    |
| 2025 | Elisabetta Iavarone Lieto Colle ASD               | 2h43'27"    |